# 日本とサントメ・プリンシペの関係
日本とサントメ・プリンシペの関係（にほんとサントメ・プリンシペのかんけい、ポルトガル語: Relações entre Japão e São Tomé e Príncipe、英語: Japan‐Sao Tome and Principe relations） では、日本とサントメ・プリンシペの関係について概説する。正式名称から日本とサントメ・プリンシペ民主共和国の関係とも。友好的な関係が築かれている。

## 両国の比較
|                   | サントメ・プリンシペ           | 日本                            | 両国の差                                   |
| ----------------- | ------------------------------ | ------------------------------- | ------------------------------------------ |
| 人口              | 21万9,161人（2020年）          | 1億2583万人（2020年）           | 日本はサントメ・プリンシペの約574.1倍      |
| 国土面積          | 1,001km2                       | 37万7972 km2                    | 日本はサントメ・プリンシペの約377.6倍      |
| 首都              | サントメ                       | 東京都                          |                                            |
| 最大都市          | サントメ                       | 東京都区部                      |                                            |
| 政体              | 共和制                         | （民主制）議院内閣制            |                                            |
| 公用語            | ポルトガル語                   | 日本語（事実上）                |                                            |
| 通貨              | ドブラ                         | 日本円                          |                                            |
| 国教              | なし                           | なし                            |                                            |
| 国家元首          | カルロス・ビラ・ノヴァ         | 岸田文雄                        |                                            |
| 人間開発指数      | 0.589                          | 0.919                           |                                            |
| 民主主義指数      | －                             | 8.15                            |                                            |
| GDP（名目）       | 4億7291万4470米ドル（2020年）  | 4兆9754億1524万米ドル（2020年） | 日本はサントメ・プリンシペの約10,520.8.4倍 |
| 一人当たり名目GDP | 2,157.8米ドル（2020年）        | 39,538.9米ドル（2020年）        | 日本はサントメ・プリンシペの約18.3倍       |
| GDP（購買力平価） | 19億3665万9485米ドル（2020年） | 5兆5043億3091万米ドル（2019年） | 日本はサントメ・プリンシペの約2,842.2倍    |
| 一人当たり実質GDP | - 米ドル（2020年）             | 43,593.5米ドル（2019年）        |                                            |
| 経済成長率        | 2.2％（2019年）                | 0.3%（2019年）                  |                                            |
| 軍事費            | ‐ 米ドル（2020年）             | 491億4855万米ドル（2020年）     |                                            |
| 地図              |                                |                                 |                                            |

## 歴史
カーネーション革命の影響を受け、1975年7月12日にポルトガルから独立。日本は同年の7月22日にサントメ・プリンシペを承認し、国交を樹立した。以降は日本が積極的に食糧援助や経済支援を実施することで結び付けられている。
2011年3月11日に発生した東日本大震災に際しては、サントメ・プリンシペ大統領のフラディケ・デ・メネゼスが当時の天皇明仁宛てに見舞いの言葉を送っている。

## 外交

### 二国間関係
日本は東アジア、サントメ・プリンシペは中部アフリカのギニア湾上に位置しており、地理的に離れている。歴史的にもほとんど接触はなく、また国家状態にも大きな違いがあり日本は大国かつ先進国である一方、サントメ・プリンシペはミニ国家かつ後発開発途上国に分類される。そのため交流は限定的である。一方で日本からの食糧援助や経済支援が独立以来実施されており、それにより一定の友好関係が築けている。なお、大使館はガボン・リーブルヴィルにある在ガボン日本国大使館がサントメ・プリンシペを兼轄し、一方サントメ・プリンシペは日本に大使館を未設置である。

### 日本要人のサントメ・プリンシペ訪問
サントメ・プリンシペは1990年代までマヌエル・ピント・ダ・コスタによる独裁制が続き、また2000年代前半にはクーデターも巻き起こるなど政治的に安定していない。治安もよいとは言えず、国民の大半が貧困層であるなど問題も抱えている。そのため日本要人のサントメ・プリンシペ訪問は今までにほとんど行われてこなかった。2007年に伊藤忠彦衆議院議員が、2020年に山際大志郎、大串正樹、高村正大ら日本･アフリカ連合友好議員連盟(日AU議連)の有志が訪問したのみである。

### サントメ・プリンシペ要人の訪日
2013年5月にはサントメ・プリンシペ外相のナタリア・ペドロ・ダ・コスタ・ウンベリナ・ネトが訪日。当時外務大臣だった岸田文雄と外相会談を開いて、日本からの食糧支援や、サントメ・プリンシペにおける平和裡な大統領選挙の実施について議論された。

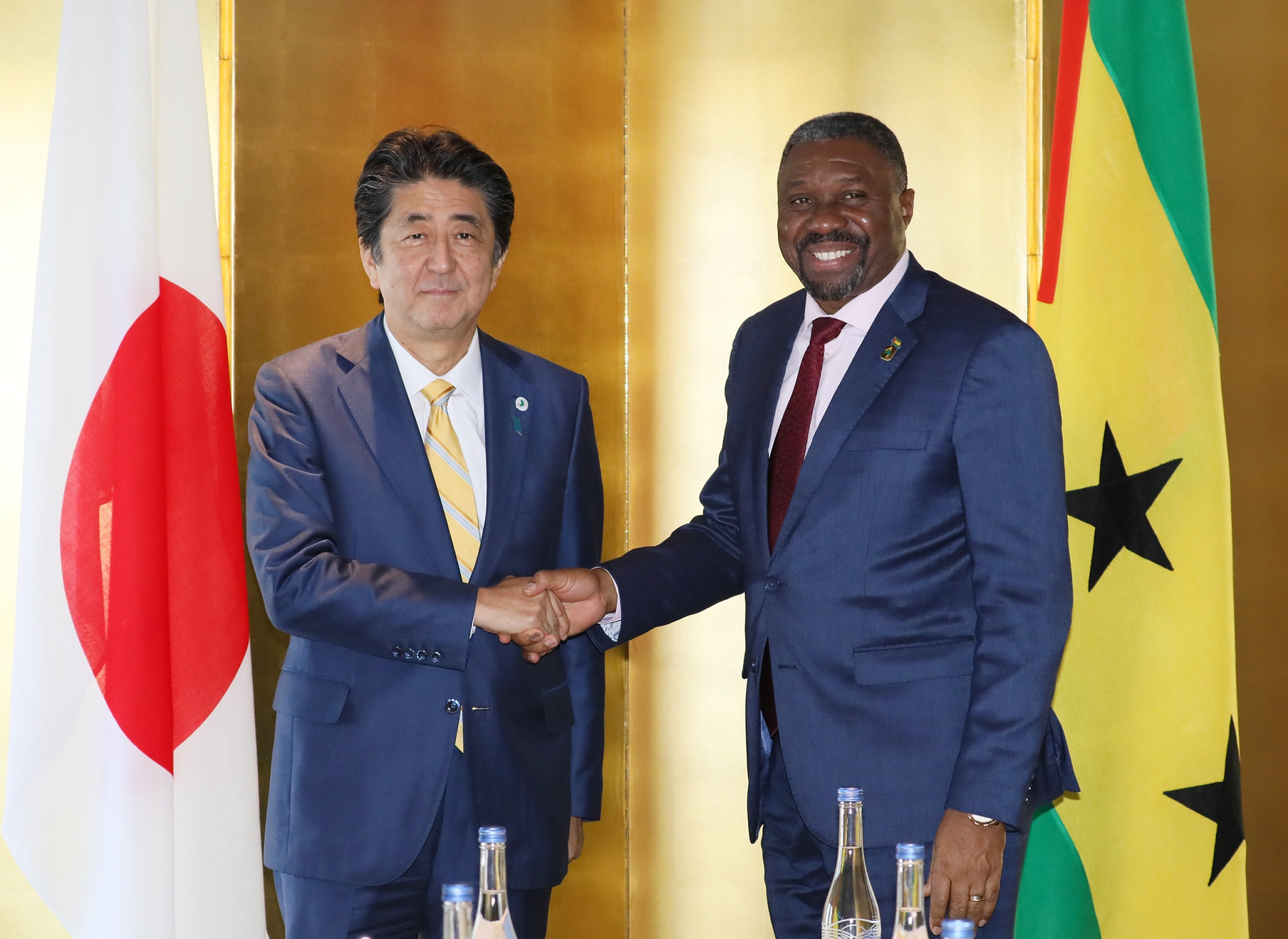
日・サントメ・プリンシペ首脳会談（2019年）

2019年8月には横浜で開催された第7回アフリカ開発会議出席のためサントメ・プリンシペ首相のジョルジ・ボン・ジェズースが訪日し、それに際して安倍晋三と首脳会談を実施。同じ島国として共通の課題である水産業、海洋、災害などの分野について関係強化する方針が打ち出されたほか、日本側からサントメ・プリンシペに対してより一層の経済支援や食糧援助、および民主主義定着への支援などが示された。

## 経済関係
2019年のサントメ・プリンシペの対日貿易額は、対日輸出181万円、対日輸入619万円で赤字を記録している。またサントメ・プリンシペがミニ国家であることや地理的な遠さ、歴史的な接点の少なさから、主権国家同士の貿易額としては非常に小規模である。主要な輸出品目は機械類、主要な輸入品目は医薬品となっている。
2019年までの日本の対サントメ・プリンシペ経済支援は、有償資金協力なし、無償資金協力76.98億円、技術協力8.55億円となっていて、日本はポルトガルに次ぐサントメ・プリンシペの主要な援助国である。ただしその援助内容は限定的で、ほとんどが直接的な食糧援助である。2007年12月には1億7000万円分の、2008年8月には4億5,000万円分の、2010年1月には2億5,000万円分の、2012年2月には2億4,000万円分の、2012年12月には2億4,000万円分の、2013年12月には2億4,000万円分の、2015年2月には1億7,000万円分の、2016年1月には2億2,000万円分の、2016年11月には2億4,000万円分の、2018年5月には2億6,000万円分の、2019年11月には3億円分の、2020年12月には2億5,000万円分の、2021年12月には2億5,000万円分の食糧援助が実施された。
また食糧援助以外の無償資金協力としては、サントメ・プリンシペが国家の重点目標として掲げる水産業の振興のため2億円分の水産機材を供与した2019年の支援、感染症対策及び保健・医療体制整備のため1.5億円分の保健・医療関連機材を供与した2020年の支援などがある。